# Joaquín García Abellán (Chipola)
Joaquín García Abellán, también conocido como Chipola, (Molina de Segura, 1950-íbidem, 6 de julio de 2024) fue un publicista, dibujante, activista social y pintor español.

## Biografía
Se formó en Murcia en la Agencia publicitaria Ekipo, donde entró a trabajar en 1973, dirigida por el dibujante Baldomero Ferrer  (Baldo).
Fue director de la agencia publicitaria Contraplano entre 1984 y 2011, año en que tuvo que cerrarla afectada por los cambios tecnológicos y la crisis del sector.
Dibujó para la revista Senda del Cómic, el semanario de humor El Jueves, los diarios La Opinión de Murcia (donde realizó una baraja huertana) y La Verdad (donde ilustró el suplemento La Verdad Joven con la tira cómica La familia Chipola).
También publicó en Noticias Obreras, revista de la Hermandad Obrera de Acción Católica (HOAC), de la que era miembro activo. Su compromiso le llevó a compaginar su labor creativa con el activismo social como fue su colaboración con la Fundación Jesús Abandonado.  
Como artista trabajó la acuarela, la fotografía, las tiras cómicas, los chistes y la ilustración.
Su primera exposición fue en 2004 en la galería Chys en Murcia y se tituló Desnudos, sueños y despertares. En 2005 presentó su primera exposición de pintura (consistente en 25 desnudos femeninos) en Madrid, en la Fundación Cajamurcia, titulada Chipola, desnudos y saltimbanquis. En 2010 expuso cuadros de músicos de jazz en el local musical de Murcia La Puerta Falsa y en 2019 en el Ámbito Cultural de El Corte Inglés en Murcia con dibujos y pinturas en homenaje al Jazz & Soul.   
En mayo de 2025 en la Sala Ámbito Cultural de El Corte Inglés de Murcia se le realizó una exposición homenaje.

## Reconocimientos
En septiembre de 2024 se presentó en el Ayuntamiento de Molina de Segura un reconocimiento institucional a título póstumo a su figura.

## Publicaciones
- Ahí hay un hombre que grita ¡Ay! (2005) Editorial Nausicaä.[5]